# Batalla del Cabo Espartel (1936)
La batalla del Cabo Espartel fue una batalla naval que sucedió en el estrecho de Gibraltar durante la guerra civil española.

## Antecedentes
Nada más iniciarse la Guerra Civil, el grueso de las fuerzas navales de la Marina de Guerra de la República Española procedieron a bloquear el estrecho de Gibraltar para impedir la llegada de tropas sublevadas desde África a la Península.
La ineficacia de la flotilla de cinco submarinos enviada en agosto y principios de septiembre de 1936 al mar Cantábrico para acabar con el dominio que tenía en ese mar la pequeña flota del bando sublevado, decidió al gobierno a ordenar que el 21 de septiembre el grueso de la flota republicana de superficie se dirigiera al norte con el objetivo de auxiliar a las fuerzas gubernamentales tras los desastres sufridos por sus tropas en Irún, Fuenterrabía y San Sebastián, tomadas por los sublevados en la Campaña de Guipúzcoa, y para poner fin al fuerte bloqueo que los pocos buques sublevados imponían a la costa norte, que dejaban sin un adecuado aprovisionamiento a las plazas de Bilbao, Gijón y Santander. En la decisión, la "peor de toda la guerra civil" según Michael Alpert, influyó la creencia de que el crucero Canarias tardaría en acabarse en el astillero de El Ferrol a causa de los supuestos destrozos causados por una bomba lanzada el 22 de agosto, ya que el mando republicano ignoraba que en realidad la bomba había caído al agua. También hubo un motivo político: respaldar la autoridad del Gobierno de la República en el País Vasco, donde estaba a punto de formarse un gobierno autónomo en cuanto se aprobara el Estatuto de Autonomía, lo que se produjo el 1 de octubre. Asimismo contó un exceso de confianza de que con los cinco destructores que se dejaban en la zona del estrecho de Gibraltar serían suficientes para mantener el bloqueo del Estrecho.
Por último en la decisión de enviar la flota republicana al norte también influyó la negativa de Gran Bretaña, que contaba con la flota naval de guerra más importante del Mediterráneo, a que el gobierno republicano detuviera el tráfico neutral dirigido al territorio enemigo, por lo que los buques de guerra republicanos no podrían impedir que los barcos mercantes alemanes e italianos desembarcaran material de guerra en los puertos de Ceuta, Melilla, Cádiz, Algeciras o Sevilla, controlados por los sublevados. Formaban la escuadra gubernamental el acorazado Jaime I, los cruceros Libertad y Cervantes, y los destructores Almirante Valdés, Almirante Antequera, Almirante Miranda, Alsedo, José Luis Díez, Lepanto y Lazaga y tres submarinos Clase C.
El 23 de septiembre la escuadra llegaba a Gijón, continuando tres destructores a Santander. El objetivo de paralizar o retrasar las operaciones en tierra de los sublevados se consiguió. Así el general Mola se vio obligado a suspender el ataque a Vizcaya y Bilbao y se retrasa el avance de las columnas gallegas hacia Oviedo, que se ven obligadas a ir por el interior. Su superioridad es absoluta y durante la estancia de la flota republicana en el Cantábrico, no hay actividad en el mismo de la marina rebelde, refugiada en la base naval de El Ferrol. "Pero los gubernamentales, aunque liberaron su propio comercio, no hicieron nada para conseguir el dominio de las comunicaciones enemigas, porque no se interrumpió la llegada constante de material desde Alemania que ahora tenía la ruta a Sevilla más o menos libre. Tampoco se aprovechó el dominio temporal de la zona para desembarcar tropas en diferentes sectores de la costa Norte. Sin embargo, la mayor consecuencia de la carencia de claras decisiones fue la incursión en el estrecho de Gibraltar del Canarias y del Almirante Cervera".
El mando gubernamental estaba en la creencia de que el crucero pesado Canarias había sido tocado por una bomba de aviación que retrasaría largo tiempo su entrada en servicio, pero lo cierto fue que el Canarias se hizo a la mar inconcluso en compañía del Almirante Cervera el 20 de septiembre. El Canarias estaba al mando del capitán de navío Francisco Bastarreche y el Almirante Cervera del capitán de fragata Salvador Moreno Fernández, hermano del jefe de la flota "nacional", el capitán de navío habilitado como contralmirante Francisco Moreno Fernández.
El crucero Canarias era muy superior a los cruceros gubernamentales más modernos, el Miguel de Cervantes y el Libertad, tanto en alcance y capacidad de fuego de su artillería -los cañones del 203 mm tenían un alcance de 20 000 m y lanzaban proyectiles de 120 kg, frente a los 18 000 metros del 152 mm y los proyectiles de 50 kg de los republicanos-, como en autonomía -cargaba 2800 t de combustible frente a las 1680 t de los republicanos- y envergadura -desplazaba 10 000 t con 90 000 CV, frente a las 7975 t y los 80 000 CV de los republicanos-.

## Desarrollo
Los dos cruceros llegaron al Estrecho en la madrugada del 29 de septiembre de 1936. A las 5,30 horas, cuando se encontraron en el meridiano de Cabo Espartel, localizaron a un barco con las luces apagadas. El Almirante Cervera recibió la orden de identificarlo, mientras que el Canarias continuaba su marcha. El Almirante Cervera reconoció al destructor republicano Gravina, por lo que se acercó a él y le empezó a disparar a las 06:08 horas. El Gravina fue alcanzado con la segunda salva, y su comandante, el alférez de navío Caso Montaner, sugirió rendirse e izó la bandera blanca, pero el comité del barco la arrió enseguida. El Gravina entonces lanzó humo y aumentó su velocidad, quedando pronto fuera del alcance de la artillería del Almirante Cervera, refugiándose en el puerto de Casablanca. Una vez allí, Caso Montaner desertaría. El Almirante Cervera hizo 300 disparos y sólo logró dos impactos.
Hacia las 06:30 horas el Canarias avistó a unos 30 kilómetros al destructor republicano Almirante Ferrándiz, el cual iba en apoyo del Gravina que había avisado del ataque que estaba sufriendo por parte del Almirante Cervera. El Canarias estrenó su artillería impactándole desde 16 000 metros con la segunda andanada y a 20 000 con la tercera. El destructor recibió un total de 6 impactos de 203 mm que dejaron el buque inmovilizado y en llamas sin haber podido realizar ningún disparo de respuesta. El destructor Almirante Ferrándiz se hundió a 18 mn al sur de la Punta de Calaburras con casi toda su dotación, compuesta por 160 personas.
Mientras el Almirante Cervera perseguía al Gravina, el Canarias cesó el fuego para recoger a 31 náufragos y concedió autorización a un mercante francés que estaba próximo para recoger a otros 25 más, incluido el joven comandante del Almirante Ferrándiz, el alférez de navío José Luis Barbastro. Ese mismo día, ambos cruceros comenzaron a dar escolta a los primeros transportes de soldados desde Ceuta a la península. "En los primeros días pudieron pasar a la Península entre 6000 y 8000 hombres con su material, y en adelante el paso de tropas no encontró oposición".

## Situación tras el combate
Los sublevados no volvieron a tener dificultades para que sus tropas de África cruzaran hacia la península, que además contaron con la ayuda encubierta de Alemania con la Operación Úrsula y de los Submarinos Legionarios italianos. La escuadra gubernamental no volvió a intentar bloquear el Estrecho a los sublevados. Por su parte el jefe de la flota republicana, el capitán de corbeta Miguel Buiza elevó una protesta al ministro de Marina y Aire Indalecio Prieto por la falta de información aérea que tenían los barcos, "pedida con insistencia y prometida sin resultado", que hubiera evitado el "sacrificio estéril" de la "dotación heroica" del destructor Almirante Ferrándiz. Prieto le contestó defendiendo a las fuerzas aéreas que "con escasez de medios que la coloca en terrible inferioridad viene dando pruebas de maravilloso espíritu de sacrificio".